# St. Maria (Kuravilangad)

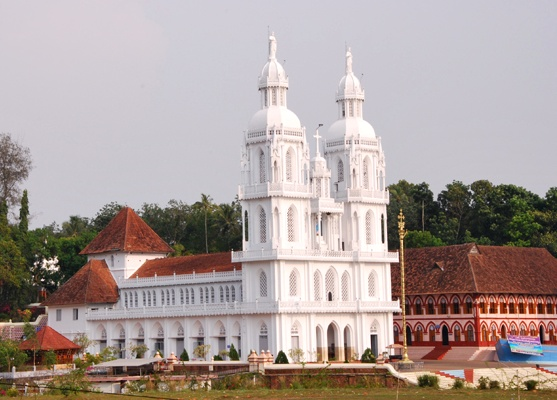
Die Wallfahrtskirche St. Mary, Kuravilangad, 2011

Die Wallfahrtskirche St. Maria (Malayalam മേജർ ആർക്കിഎപ്പിസ്‌കോപ്പൽ മർത്ത് മറിയം ആർച്ചുഡീക്കൻ തീർത്ഥാടന ദൈവാലയം, englisch St. Mary’s Forane Church) ist eine katholische Wallfahrts- und Pfarrkirche im Ort Kuravilangad, Distrikt Kottayam, Kerala, Indien und geht auf eine sehr frühe Marienerscheinung mit Entspringen einer Quelle zurück. Sie gilt als der älteste bekannte Wallfahrtsort einer Marienerscheinung weltweit.

## Geschichte

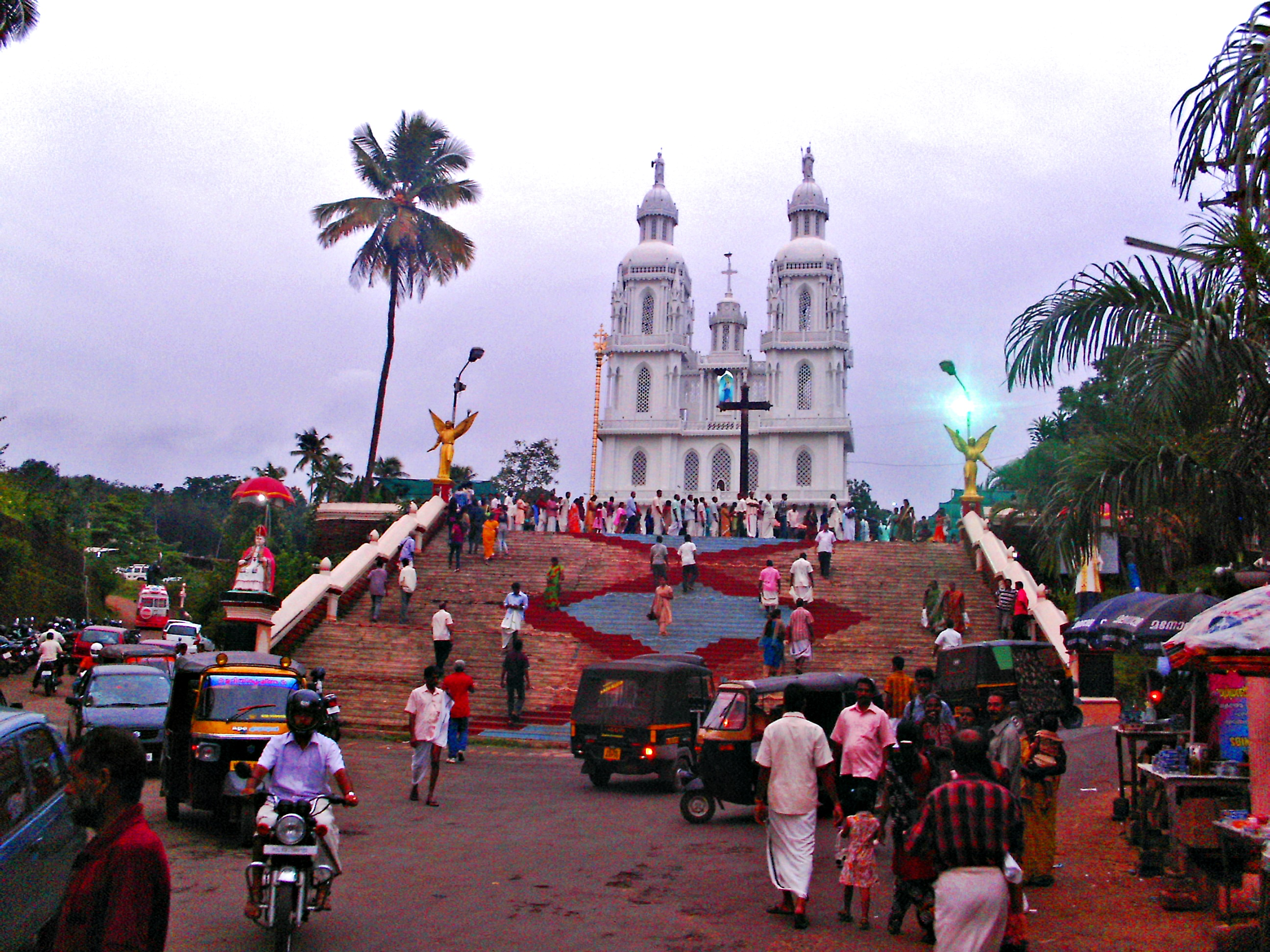
Abendliche Szene vor der Wallfahrtskirche

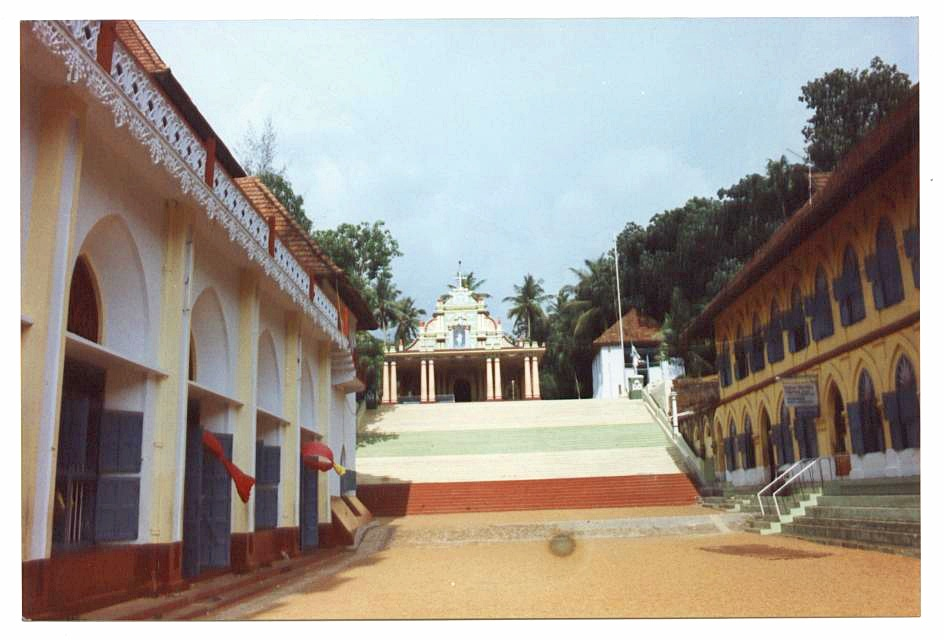
Sebastianskapelle (oben); links das Langhaus der Wallfahrtskirche, rechts das Pfarrhaus

Die Kirche in Indien führt ihren Ursprung auf den Apostel Thomas zurück. Dieser soll im Jahre 52 in Muziris (Kodungallur), im heutigen Kerala gelandet sein, entlang der Malabarküste sieben christliche Gemeinden gegründet haben und starb um 72 als Märtyrer in Mailapur bei Madras. Sicher ist, dass sich die Kirche in Indien entwickelte, lange bevor Europäische Kolonialmächte dort wirkten. Sie folgte dem ost-syrischen Liturgieritus. Es sind die heutigen Thomaschristen, die in einen größeren katholischen und einen kleineren autokephalen Teil zerfallen und in Kerala einen bedeutenden Anteil der Bevölkerung ausmachen.
Es gehört zur festen Tradition der indischen Kirche, dass St. Thomas in Palayur, einer seiner 7 Gemeindegründungen, mehrere Brahmanen bekehrte, die dann von ihrem Tempel wegzogen. Ihre Nachkommen siedelten sich später in Kuravilangad an. Diese Besiedlung wird im 2. Jahrhundert vermutet und man nennt traditionell das Jahr 105 als Zeitpunkt der Marienerscheinung. Damals sei Maria am heutigen Standort der Kirche einigen Hirtenkindern erschienen, habe eine Quelle entspringen lassen und ihnen den Auftrag gegeben, sich für den Bau einer Kirche an diesem Platz einzusetzen. Verschiedentlich wird das Erscheinungsereignis aber auch erst zu Beginn des 4. Jahrhunderts angesetzt, da aus dieser Zeit die ersten historischen Spuren am Wallfahrtsort fassbar sind.
Die aus einem Fels entspringende Quelle ist heute (2012) noch immer vorhanden, die Pilger trinken von dem Wasser und waschen bzw. bekreuzigen sich damit. Sie ist seit Menschengedenken noch nie ausgetrocknet und wurde mit einem kapellenartigen Überbau versehen.
Westlich vor der Quelle steht die Wallfahrts- und Pfarrkirche St. Mary. Ihre heutige imposante Fassade, mit zwei mächtigen Türmen, stammt von 1960, der Chorbereich jedoch aus dem 16. Jahrhundert. Der Abriss des größten Teils der antiken Wallfahrtskirche im Jahre 1955 ist sehr umstritten und wird heute in Kerala als bedeutender kultureller Verlust angesehen. An einem alten Glockenturm entdeckte man eine Inschrift, die auf das Jahr 337 datiert wird und die erste verlässliche Quelle zur Kirchengründung darstellt. Es ist überdies eine Glocke aus dem 16. Jahrhundert vorhanden mit der syrischen Weiheinschrift Ameh dalaha (übersetzt Muttergottes).
Vor dem Hochaltar wurde 1687 der erste einheimische Bischof der Thomaschristen, Alexander de Campo, Apostolischer Vikar von Malabar beigesetzt. Er kam aus der Gemeinde Kuravilangad und residierte hier von 1663 bis 1687, wodurch die hiesige St. Mary’s Kirche 25 Jahre lang das Zentrum der katholischen Thomaschristen wurde. In der Kirche befindet sich als Gnadenbild auch eine sehr alte, farbig gefasste Marienfigur aus Granit, die von den Gläubigen Kuravilangad Muthiyamma (Unsere Mutter von Kuravilangad) genannt wird. Das Gotteshaus hat man um 1600 prachtvoll ausgemalt und es erhielt damals auch seine heutigen Hochaltäre.
Östlich oberhalb von Wallfahrtskirche und Gnadenquelle ließ Alexander de Campo, in der Zeit als er vor seiner Bischofsweihe hier Pfarrer war (ca. ab 1640), eine Kapelle bauen, die dem Hl. Sebastian geweiht wurde. Nachdem er Kuravilangad zu seiner bischöflichen Residenz erwählt hatte, diente sie ihm als Privatkapelle und hat sich im historischen Zustand erhalten. Sie wird von den Einheimischen Cheria Palli genannt.
Das ganze Areal, zu dem auch ein Friedhof und kirchliche Wohngebäude gehören, liegt auf einem Hügel, auf den große Freitreppen hinaufführen. Diese setzen sich hinter der Kirche bzw. der Gnadenquelle zur höher gelegenen St. Sebastianskapelle fort.

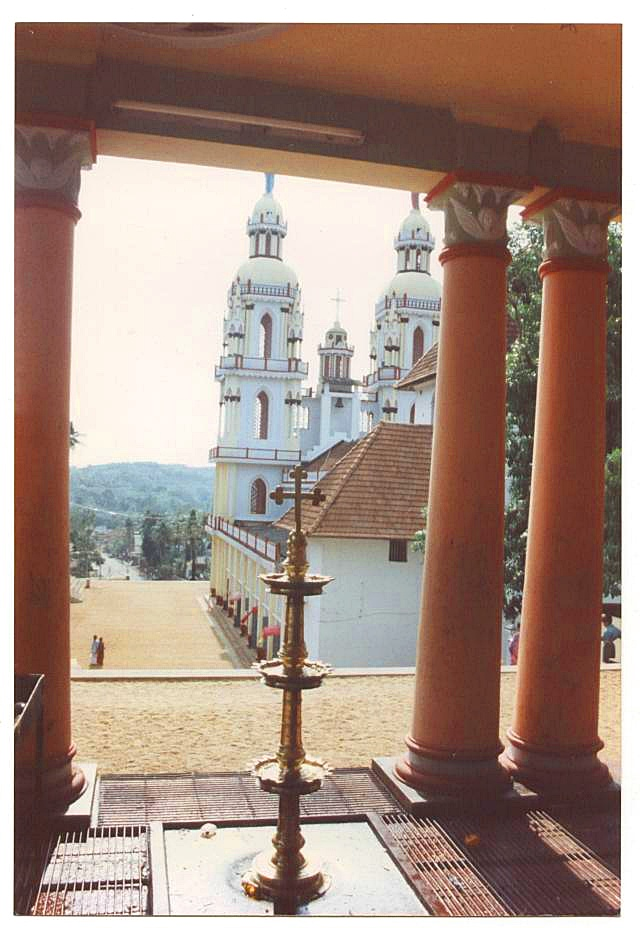
Blick von der höher gelegenen St. Sebastianskapelle, auf den Chor der Wallfahrtskirche St. Mary und den Hügel hinunter
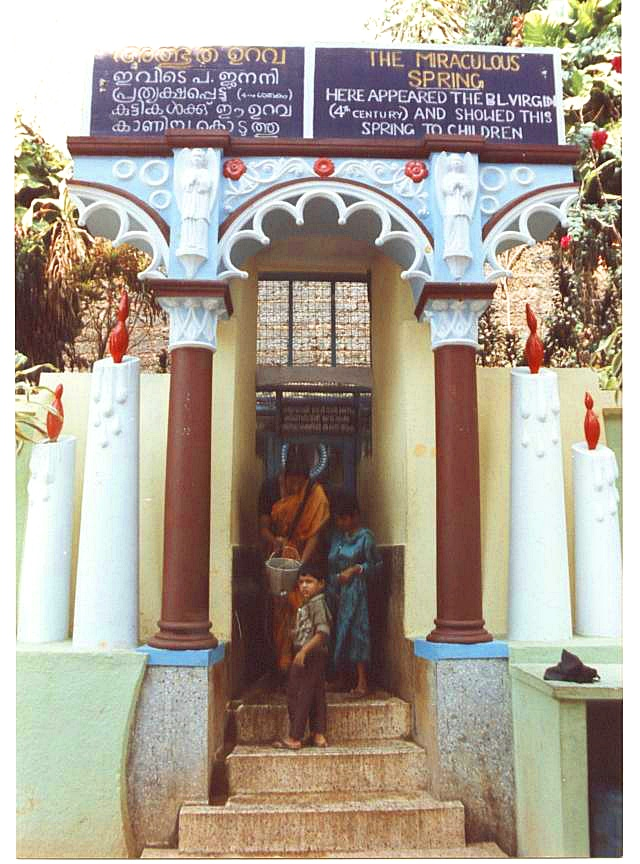
Gnadenquelle mit Kapellenüberbau
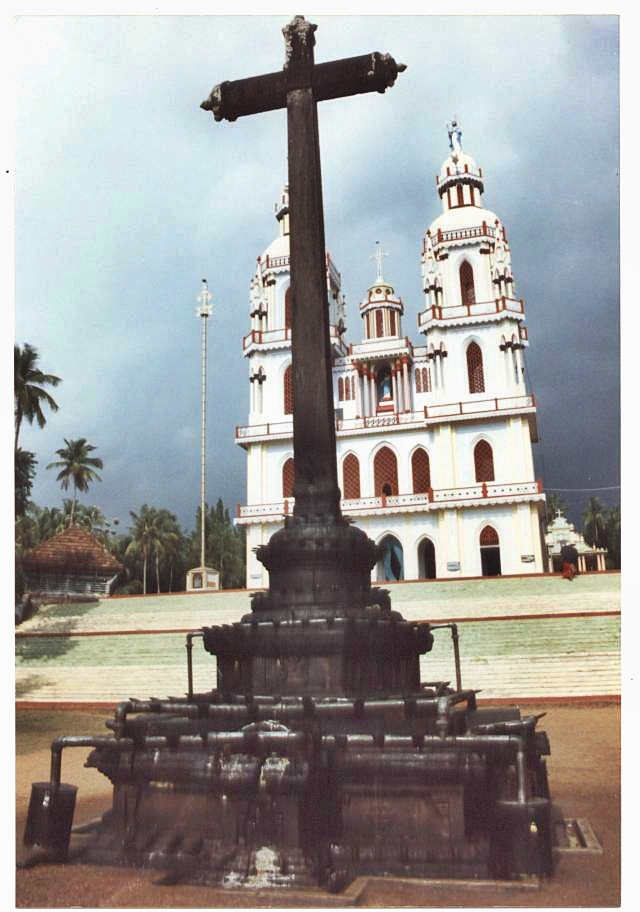
Rußgeschwärztes Granitkreuz von 1575, vor der Wallfahrtskirche; rechts im Hintergrund die noch höher gelegene St. Sebastianskapelle

Westlich vor der Wallfahrtskirche befindet sich auf halber Höhe ein großes Steinkreuz aus Granit, wie es vor Kirchen der Thomaschristen traditionell ist. 1575 errichtet, trägt es 124 Öllampen, die von den Gläubigen mit gestiftetem Kokosöl gefüllt und entzündet werden. Davon ist es stark geschwärzt. Immer am ersten Freitag des Monats kommen große Pilgerscharen, die dann von morgens bis abends in langen Schlangen das Kreuz umrunden, bis sie an der Reihe sind, um Opferöl in eine der brennenden Lampen zu gießen.
Am Fuß der Haupttreppe steht ein Denkmal von Bischof Alexander de Campo, der in der indischen Kirchengeschichte eine bedeutsame Rolle spielt. Nahe der Gemeinde liegt auch der Friedhof der Erzdiakone von Indien, die alle aus Kuravilangad stammten.
Die Pilgerstätte gehört heute zur syro-malabarischen Diözese Palai und zählt zu den bekanntesten Wallfahrtsorten in Kerala.